# Ed O'Ross
Ed O'Ross (né Edward Oross) est un acteur américain né à Pittsburgh (Pennsylvanie) le 4 juillet 1949.

## Biographie
Ed O'Ross est né le 4 juillet 1949 à Pittsburgh (Pennsylvanie).

## Filmographie

### Cinéma
- 1982 : Dear Mr. Wonderful de Peter Lilienthal : Glenn
- 1982 : Les 4 justiciers (One Down, Two to Go) de Fred Williamson : Un combattant
- 1984 : Le Pape de Greenwich Village (The Pope of Greenwich Village) de Stuart Rosenberg : Le barman
- 1984 : Cotton Club (The Cotton Club) de Francis Ford Coppola : Monk
- 1985 : Seven Minutes in Heaven de Linda Feferman : Un agent de sécurité
- 1987 : L'Arme fatale (Leathal Weapon) de Richard Donner : Mendez
- 1987 : Full Metal Jacket de Stanley Kubrick : Lt. Touchdown
- 1987 : Hidden (The Hidden) de Jack Sholder : Cliff Willis
- 1987 : The Verne Miller Story de Rod Hewitt : Ralph Capone
- 1988 : Action Jackson de Craig R. Baxley : Stringer
- 1988 : Double Détente (Red Heat) de Walter Hill : Viktor « Rosta » Rostavili
- 1990 : 48 Heures de plus (Another 48 Hrs.) de Walter Hill : Frank Cruise
- 1990 : Dick Tracy de Warren Beatty : Itchy
- 1992 : Universal Soldier de Roland Emmerich : Colonel Perry
- 1992 : Play Nice de Terri Treas : Jack « Mouth » Penucci
- 1995 : The Power Whitin de Art Camacho : Deriva
- 1996 : Navajo Blues de Joey Travolta : Un homme
- 1997 : Les Seigneurs de Harlem (Hoodlum) de Bill Duke : Lulu Rosenkrantz
- 1997 : Dark Planet d'Albert Magnoli : Byron
- 1998 : Sécurité maximum (Evasive Action) de Jerry P. Jacobs : Warden Jack Kramer
- 1999 : Destruction Finale (Y2K) de Richard Pepin : Fairchild
- 1999 : Enemy Action de Brian Katkin : Major Pedyed
- 2000 : Spanish Judges d'Oz Scott : Le boss
- 2000 : The Last Producer de Burt Reynolds : Sarky
- 2001 : Mindstorm de Richard Pepin : Le concierge
- 2002 : The Gray in Between de Joshua Rofé : Roman
- 2006 : Georges le petit curieux (Curious George) de Matthew O'Callaghan : Ivan (voix)
- 2007 : Delta Farce de C.B. Harding : Victor
- 2007 : Nobody de Shawn Linden : Rolo Toles
- 2009 : Georges le petit curieux 2 : Suivez ce singe (Curious George 2 : Follow That Monkey !) de Norton Virgien : Ivan (voix)
- 2009 : The Harsh Life of Veronica Lambert de Nika Agiashvili : Mr New York
- 2012 : A Green Story de Nika Agiashvili : Van
- 2012 : Sorority Party Massacre de Chris W. Freeman et Justin Jones : Sheriff Barney P. Lumpkin
- 2013 : Jurassic : Stoned Age de Landon Ashworth : Bob
- 2015 : Rivers 9 de Chris W. Freeman et Justin Jones : Covington
- 2016 : Best Thanksgiving Ever de J.D. Shapiro : Officier Harris
- 2017 : Mirror Image de Chris W. Freeman et Justin Jones : Ogden Edwards
- 2018 : Frank and Ava de Michael Oblowitz : Sergent Haney
- 2019 : Curious George : Royal Monkey de Doug Murphy : Ivan (voix)

### Télévision

#### Séries télévisées
- 1980 : The Edge of Night : Un state trooper
- 1982 : As the World Turns : Ken
- 1985 : Clair de lune (Moonlighting) : Mr Navarone
- 1986 : Les deux font la paire (Scarecrow and Mrs. King) : Isaac Petrovich
- 1987 : High Mountain Rangers : Bernie Cousins
- 1989 : Men : Thomas McDaniel
- 1990 : The Outsiders : Un détenu
- 1992 : Docteur Doogie (Doogie Howser, M.D.) : Un homme dans l'ascenseur
- 1993 : Arabesque (Murder, She Wrote) : Alex Machio
- 1995 : Walker, Texas Ranger : Max Kale
- 1996 : Kindred : Le Clan des maudits (Kindred : The Embraced) : Cyrus, le Prince de Los Angeles
- 1996 : Flipper : Oliver Simms
- 1997 : Nash Bridges : Vic Walsh
- 1997 : Frasier : Terry
- 1997 - 1998 : Men in Black : Agent K / Kay (voix)
- 1998 : Seinfeld : Détective Blake
- 1998 : Chicago Hope : La Vie à tout prix (Chicago Hope) : L'avocat Ev Wyman
- 1998 : Night Man : Anthony Gionello
- 1998 : Beyond Belief : Fact or Fiction : Un détective
- 1999 : Un agent très secret (Now and Again) : Mr Murphy
- 2001 : Grosse Pointe : Officier Volpe
- 2001 - 2002 / 2005 : Six Feet Under : Nikolaï
- 2003 : Star Trek : Enterprise : Gaavrin
- 2003 : La Vie avant tout (Strong Medicine) : Maître Furlong
- 2003 : FBI : Opérations secrètes (The Handler) : Marty Fleming
- 2004 : New York Police Blues (NYPD Blues) : Pat Carr
- 2004 : Boston Justice : Juge Phillip Stevens
- 2004 : Fatherhood : Mr Duesterhoeft
- 2004 - 2005 : La Nouvelle Ligue des justiciers (Justice League Unlimited) : General Olanic / Tobias Manning / Un garde (voix)
- 2005 : Larry et son nombril (Curb Your Enthusiasm) : Leo
- 2005 : Les Jeunes Titans (Teen Titans) : Raskov (voix)
- 2006 : Mystery Woman : Murphy
- 2007 : Shark : Yuri Denikov
- 2009 : The Closer : L.A. enquêtes prioritaires (The Closer) : Ryan Littman
- 2010 : United States of Tara : Dwayne
- 2011 : NCIS : Enquêtes spéciales (NCIS) : Dao Huang

#### Téléfilms
- 1985 : Stingray de Richard A. Colla : Tino Di Augustino
- 1986 : Dreams of Gold : The Mel Fisher Story de James Goldstone : Hudley
- 1988 : La deuxième jeunesse de Mike Moran (Glory Days) de Robert Conrad : Dave Trumbo
- 1989 : Le vol KAL007 ne répond plus (Tailspin : Behind the Korean Airliner Tragedy) de David Darlow : Sergent Duffy
- 1994 : La Cavale infernale (Another Midnight Run) de James Frawley : Marvin Dorfler
- 1994 : Une Mission d'enfer (Midnight Runaround) de Frank De Palma : Marvin Dorfler